# 유엔 긴급군

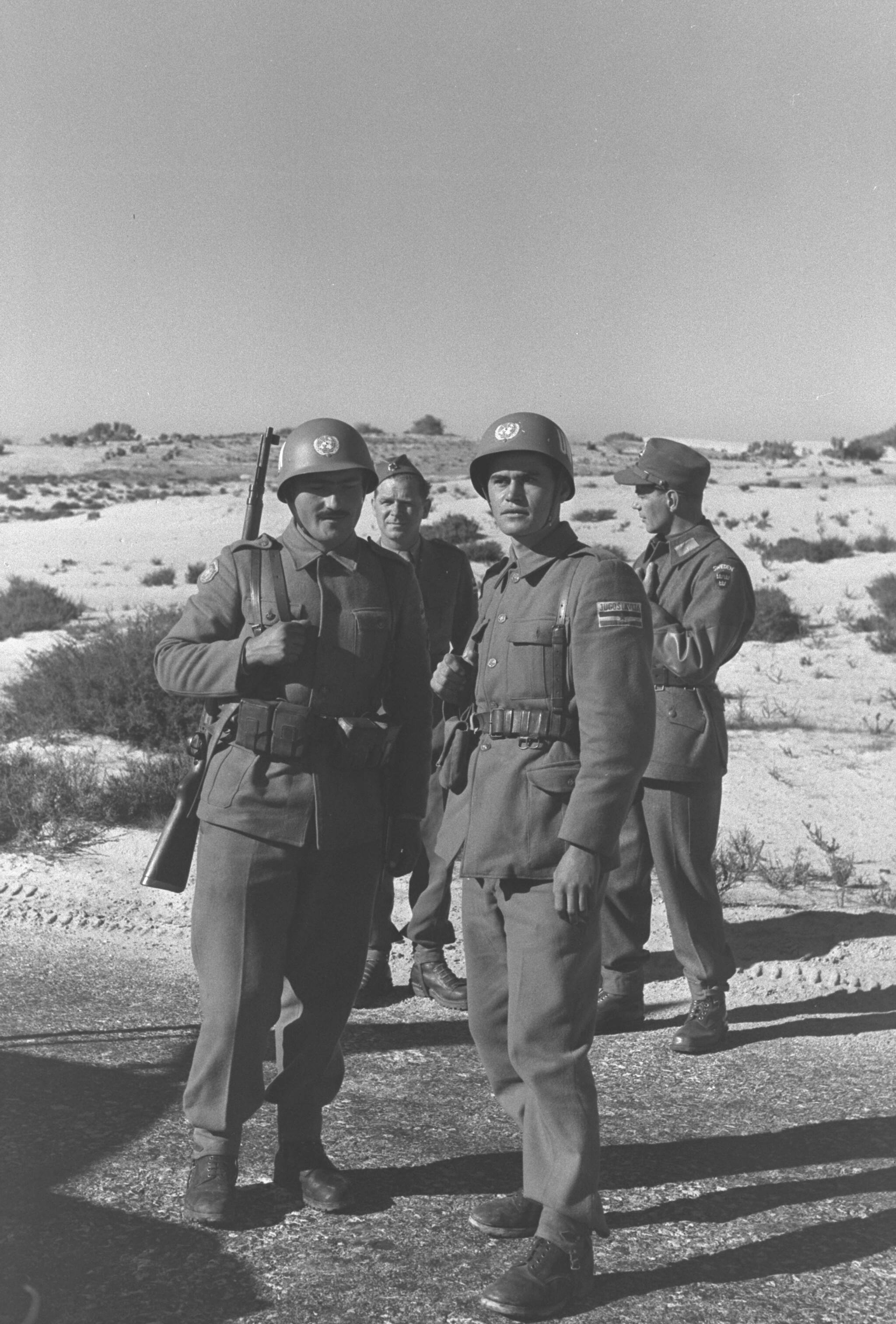
1957년 1월 시나이에 배치된 유고슬라비아 인민군.

유엔 긴급군 (UNEF)은 1956년 수에즈 위기를 끝내기 위해 이집트와 이스라엘 간의 국경에 유엔 평화유지군을 배치하는 유엔 총회의 결의안으로 설립된 군사 및 평화유지 작전이었다. 1956년 11월 7일 결의안 1001(ES-I)에 의해 승인된 UNEF는 유엔 사무총장 다그 함마르셸드의 노력과 이후 노벨 평화상을 수상하게 되는 캐나다 외무장관 레스터 B. 피어슨의 제안으로 크게 발전되었다. 총회는 사무총장이 제출한 계획을 승인하였고, 이 계획에는 정전선 양측에 UNEF를 배치하는 것이 포함되어 있었다. 이집트는 유엔군의 수용을 승인했지만, 이스라엘은 이를 거부했다. 1967년 5월, 이집트는 UNEF가 이집트를 떠날 것을 요청했고, 군대는 며칠 후 철수를 시작했다. 1967년 6월 6일, 이스라엘은 이집트를 침공하여 6일 전쟁을 시작했고, 이로 인해 한 명의 브라질 하사와 14명의 인도 평화유지군이 사망했다 – UNEF의 다른 17명도 부상을 입었다. UNEF의 마지막 구성원은 6월 17일에 이집트를 떠났다. 유엔 총회는 이후 1973년 욤키푸르 전쟁에 대응하여 제2차 유엔 긴급군(UNEF II)을 설립했다.

## 역사
유엔 긴급군(UNEF)은 최초의 유엔 군사 부대로서 다음과 같은 임무를 수행했다:
... 이집트 정부의 동의를 얻어 이집트 영토에 진입하여 비이집트군 철수 동안 및 철수 후의 평온을 유지하고 결의안에서 정한 다른 조건들을 준수하도록 보장하는 한편, 이집트와 이스라엘 간의 정전 협정에 의해 설정된 정전선부터 수에즈 운하까지의 대략적인 지역을 담당하였다. UNEF는 총회의 권한 아래 형성되었으며, 유엔 헌장 제2조 7항의 국가 주권 조항에 따라 운영되었다. 이집트 정부와 사무총장 간의 협정인 '선의의 협정' 또는 '선의의 보충 각서'[4]에 따라 UNEF는 이집트 정부의 동의하에 이집트에 배치되었다.